# لطفی لبیب
لطفی لبیب (انگلیسی: Lotfy Labib؛ زادهٔ ۱۸ اوت ۱۹۴۷) هنرپیشه اهل مصر است.
او از سال ۱۹۸۸ تاکنون در بیش از ۵۰ فیلم حضور داشته است.